# مبخر دوراني
المبخر الدوراني (بالإنجليزية: Rotary evaporator)‏ جهاز يستخدم في معامل الكيمياء لإزالة المذيبات من العينات بكفاءة ولطف بواسطة التبخير. عندما يذكر المبخر الدوراني في أدب الكيمياء البحثي فأن وصف استخدام هذا التكنيك ومعداته قد يتضمن استخدام جملة «المبخر الدوراني» ولكن غالبا ما يوصف بطريقة أخرى (مثال: «بخرت العينة تحت ضغط منخفض»).
اخترع أول نظام تبخير دوراني بسيط بواسطة ليمان كريج. وسوق تجاريا لأول مرة بواسطة الشركة السويسرية بوتشي في 1957،  وسجلت براءة اختراعه في 1964. ما زال جهاز Rotavapor من بوتشي أكثر المبخرات الدورانية استخداما حتى أن كلمة "Rotavap" أصبحت مرادفة لهذه الأجهزة.من مصنعي المبخرات الدورانية أيضا Heidolph، Yamato، IKA، Stuart، EYELA و INGOS. أكثر الأشكال شيوعا هي وحدات أعلى-البنش، وتوجد أشكال للاستعمال الموسع متاحة وتستخدم في الوحدات التجريبية في عمليات الصناعة الكيميائية التجارية.

## التصميم
المكونات الرئيسية لمبخر دوراني حديث هي:
1. وحدة موتور والتي تعمل على دوران دورق التبخير أو الزجاجة المحتوية على العينة.
2. أنبوبة بخار ولها وظيفتين: تعمل كمحور لدوران العينة وأنبوبة محكمة التفريغ للبخار الذي يسحب من العينة.
3. نظام تفريغ، وذلك لتقليل الضغط بصورة كبيرة داخل نظام التبخير.
4. حمام سائل ساخن، وعادة ما يكون ماء وذلك لتسخين العينة التي يتم تبخيرها.
5. مكثف ويمكن استعمال طريقتين: أما أن يوضع لولب يجري من خلاله المادة المبردة أو «إصبع بارد» وهو مكان توضع به مخاليط مبردة مثل الثلج الجاف والأسيتون.
6. دورق تجميع التكاثف ويكون في أسفل المكثف وذلك للحصول على المذيب المقطر بعد تكثيفه.
7. ميكانكية لرفع دورق التبخير بسرعة من حمام التسخين.

يمكن أن يكون نظام التفريغ المستخدم مع المبخرات الدورانية بسيط مثل شفاط مياه يصاحبه فخ مغموسا في حمام بارد (للمذيبات غير السامة)، أو أن يكون معقدا كاستعمال مضخة تفريغ ميكانكية منظمة يصاحبها فخ مبرد.الزجاجيات المستخدمة في تيار البخار والمكثف يمكن أن تكون ضعيفة أو معقدة، وذلك حسب أهداف التبخير وأي نزعات قد تعطيها المركبات المذابة للخليط (مثال: تكون رغاوي). توجد أجهزة تجارية عديدة متاحة تتضمن الميزات الأساسية والعديد من تصميمات الأفخاخ تصنع لتدمج بين دورق التبخير وأنبوبة البخار.بالإضافة إلى ذلك فإن المعدات الحديثة غالبا ما تضيف مزايا مثل التحكم الرقمي لمدى لتفريغ، شاشة عرض رقمية للحرارة وسرعة الدورن وحتى حساس لدرجة حرارة البخار.

## نظرية العمل
تعمل مبخرات التفريغ لأن خفض الضغط فوق خليط سائل يخفض نقاط غليان كل مكون سائل داخله.عموما، المكونات السائلة المهمة في تطبيقات التبخير الدوراني هي مذيبات الأبحاث التي يجب إزالتها من العينة بعد الاستخلاص، فمثلا بعد عزل مركب طبيعي أو خطوة في اصطناع عضوي. استعمال «روتافاب» يسمح للمذيبات السائلة بأن تزال بدون تسخين زائد لمخاليط مذيب-مذاب التي عادة ما تكون معقدة وحساسة.
عادة مايستعمل التبخير الدوراني لفصل المذيبات منخفضة الغليان مثل ن-هكسان أو خلات الإيثايل من المركبات الصلبة على درجة حرارة الغرفة والضغط العادي. ولكن يمكن، بالتطبيق الحريص، أن يزال مذيب من عينة تحتوي مركب سائل إذا كان التبخير المشترك أدنى ما يكون وفرق كافي في درجات الغليان عند درجات الحرارة والضغط المختارة.
يمكن أيضا تبخير المذيبات مرتفعة درجة الغليان مثل الماء (100 سيلزيوس عند الضغط الجوي القياسي 760 ميلليمتر زئبق) وداي ميثايل فورماميد DMF (153) وداي ميثايل سالفواكسيد DMSO (189) إذا استطاع النظام توفير الضغط المنخفض الازم لتبخيرهم.(كمثال: سوف يغلي كلا من د‌م‌ف ود‌م‌س‌و تحت 50 سيلزيوس إذا خفض التفريغ من 760 تور إلى 5 تور.)غير أنه تطبق تطورات الحديثة في هذه الحالات (مثال: التبخير وعمل طرد مركزي أو الرج الدوامي بسرعات عالية).عادة ما يكون استخدام التبخير الدوراني للمذيبات عالية درجة الغليان والتي تكون روابط هيدروجينية الملاذ الأخير وذلك لتوفر طرق تبخير أخرى مثل التجفيد.ويعزى ذلك جزئيا إلى حقيقة أن في مثل هذه المذيبات، والميل إلى «الضرب» يشدد عليه هنا (انظر أدناه). تظهر أهمية تقانة التبخير بواسطة الطرد المركزي عند الرغبة في عمل الكثير من العينات في نفس الوقت، حيث يجري التوسع في الاصطناع عالي الإنتاج في الصناعة والأوساط الأكاديمية.
يمكن إجراء التبخير تحت تفريغ بدون دوران العينة.المزايا الرئيسية في استخدام المبخر الدوراني هي:
1. تتسبب قوتي الطرد المركزي والاحتكاك بين جدار الدورق الدوار والعينة السائلة في تكوين فيلم رقيق من المذيب الدافئ ينشر على سطح واسع.
2. القوى الناتجة عن الدوران تكبح الغليان العنيف وغير المتوقع (الضربات).هذا الخليط من هذه الخواص والتسهيلات المبنية في المبخرات الدورانية الحديثة تسمح بالتبخير السريع واللطيف للمذيبات من معظم العينات، حتى إذا كان مستخدم الجهاز يفتقر للخبرة.يمكن إزالة المذيب المتبقي بعد التبخير الدوراني بتعريض العينة لتفريغ أشد، في نظام تفريغ محكم الغلق على درجة الحرارة المحيطة أو درجة حرارة أعلى (خط شلنك أو داخل فرن تفريغ).

العيب الرئيسي في المبخرات الدورانية، بخلاف طبيعة العينة المنفردة، هو قدرة بعض أنواع العينات على أن تضرب (مثال: الإيثانول والماء)، الأمر الذي قد يؤدي لفقدان جزء من المواد المراد الاحتفاظ بها.حتى المحترفين يعانوا من المشاكل دوريا أثناء التبخير، خصوصا الضربات (الفوران)، عادة ما يكون المستخدم المتمرس على علم بنزعة بعض المخاليط للفوران أو تكوين رغاوي ويأخذ احتياطته لتجنب هذه المشاكل. على وجه الخصوص، غالبا ما يمكن تجنب الضربات بتبخير الأطوار المتجانسة، عن طريق ضبط قوة التفريغ بحرص (أو درجة حرارة الحمام المائي) حتى يتوفر معدل تبخير متساوي أو في حالات نادرة، من خلال استعمال عوامل مضافة مثل شرائح الغليان (لجعل خطوة التنوية للتبخير أكثر انتظاما).يمكن أن تزود أيضا المبخرات الدورانية بأفخاخ خاصة ومصفوفات تكثيف والتي تكون مناسبة أكثر لأنواع العينات الصعبة خصوصا تلك العينات التي لها القدرة على تكوين رغاوي أو ضربات.

## السلامة
هناك مخاطر مصاحبة حتى للعمليات البسيطة مثل التبخير.
هذه المخاطر تتضمن الانسحاقات الناتجة من استعمال زجاجيات بها عيوب مثل الكسور النجمية. قد تحدث انفجارات نتيجة تركيز الشوائب غير المستقرة أثناء التبخير، كمثال عند تبخير محلول إيثري يحتوي بيروكسيدات.هذا قد يحدث أيضا عند تجفيف مركبات غير مستقرة معينة مثل الأزيدات العضوية والأسيتيلدات والمركبات المحتوية مجاميع نيترو والجزيئات ذات طاقة الشد.